# Gymnorhamphichthys
Gymnorhamphichthys is een geslacht van straalvinnige vissen uit de familie van de Amerikaanse mesalen (Rhamphichthyidae).

## Soorten
- Gymnorhamphichthys bogardusi Lundberg, 2005
- Gymnorhamphichthys britskii Carvalho, Ramos & Albert, 2011
- Gymnorhamphichthys hypostomus Ellis, 1912
- Gymnorhamphichthys petiti Géry & Vu, 1964
- Gymnorhamphichthys rondoni (Miranda Ribeiro, 1920)
- Gymnorhamphichthys rosamariae Schwassmann, 1989